# Guns of Icarus Online
Guns of Icarus Online (también conocido como Guns of Icarus Alliance) es un videojuego multijugador de disparos en primera persona con temática steampunk, desarrollado y publicado por el estudio norteamericano Muse Games. Es una continuación de Flight of the Icarus (anteriormente conocido como Guns of Icarus Classic), y fue publicado el 29 de octubre de 2012. Un juego de acompañamiento, cooperativo y PvE, Guns of Icarus Alliance, fue publicado el 31 de marzo de 2017. El 23 de diciembre de 2011, Muse Games lanzó un proyecto Kickstarter para recaudar 10.000$ y parcialmente financiar el desarrollo de Guns of Icarus Online, consiguiendo la compañía recibir 35.237$ al finalizar la puja el 21 de febrero de 2012. Siguiendo el término de su campaña de recaudación de fondos, el co-desarrollador de Muse Games Eric Chung anunció que Guns of Icarus Online entraría en fase de beta cerrada el 10 de abril de 2012.
La versión 1.0 de Guns of Icarus Online fue oficialmente lanzada en línea el 29 de octubre de 2012. La mejorada versión 1.1 estuvo primero disponible a través de Steam el 20 de noviembre y la versión en línea el 23 de noviembre. Durante los primeros meses de 2013 se añadió soporte para Linux. La versión para PlayStation 4 se lanzó el 1 de mayo de 2018, con completo soporte multiplataforma.

## Jugabilidad
Guns of Icarus Online es un juego de disparos en primera persona multijugador, con temática steampunk/dieselpunk, que se centra en el combate aéreo. Cada aeronave es controlada por hasta cuatro jugadores, con cada miembro de la tripulación asimilando un rol específico. Los jugadores pueden escoger hasta tres clases diferentes: artillero, ingeniero o piloto, cada uno de estos garantizando acceso a diferentes tipos de herramientas. El capitán de cada nave elige qué armas utiliza. También hay distintos tipos de naves disponibles: 
- Galeón: el Galeón es sin duda la nave más grande y resistente, pero también la más lenta. Se centra en un gran poder de fuego y capacidad de defensa con elevada armadura en el casco.

- Pulpo: el Pulpo es la nave más rápida en el juego, lo que permite a su comandante superar en maniobras a las naves enemigas, pero también es la menos resistente y no tiene una ranura para Armas Pesadas.

- Pez Dorado: tiene un arma principal en su proa, dos secundarias a babor y a estribor y otra posicionada en la popa. Depende de su moderada velocidad y alta maniobrabilidad.

- Junker: el Junker tiene 5 monturas para armas pequeñas. También cuenta con una alta maniobrabilidad, pero poca velocidad.

- Pyramidion: cuenta con dos armas en la cubierta superior y dos en la inferior. Con mucha capacidad de daño, pero poca velocidad de giro, esta nave es muy versátil.

- Spire: el Spire cuenta con una alta velocidad de giro, pero muy poca velocidad linear. Es una nave con mucha capacidad de daño por segundo con baja armadura de casco.

- Mobula: tiene 5 armas en el frente, pero ninguna a los lados ni en la parte trasera. Cuenta con una gran capacidad de movilidad vertical, pero es difícil de reparar durante el combate.

Después de estar en desarrollo desde finales de 2013, el accesorio Alliance fue lanzado el 31 de marzo de 2017. Esto añadió varios modos de juego PvE, un sistema de juego con facciones de guerra en el que los jugadores compiten en partidas para ganar esfuerzo de guerra, con la que su facción puede tomar o defender piezas de tierra en un mapa del mundo. Además, durante el lazamiento de Alliance, este contenía cuatro facciones a las que unirse y cuatro nuevas naves jugables. Dos nuevas facciones y sus respectivas naves exclusivas fueron añadidas progresivamente en actualizaciónes durante la primavera y verano de 2017.  
Estas nuevas naves incluyen:  
- Magnate: perteneciente a la facción Gremio Mercantil. Esta nave decorada es lenta, pero cuenta con tres armas a cada lado: dos monturas para armas ligeras y una para armas pesadas, permitiendo al Magnate contar con una alta capacidad de daño por segundo.

- Corsario: perteneciente a la facción República Angleana, es la nave más grande del juego. Está fuertemente blindado y es ligeramente más rápido que un Galeón, además de contar con dos armas pesadas y ligeras a cada lado, junto con una pesada al frente y otra ligera en la parte posterior. Esto permite al Corsario propiciar mucho daño durante limitados intervalos debido a su velocidad y número de armas.

- Shrike: específica de la Orden de Chaladon, es la segunda nave más rápida del juego después del Pulpo. Sin embargo, al igual que esta, su casco es débil y cuenta con una pobre velocidad de giro. Posee dos monturas para armas pesadas y ligeras a babor y a estribor, haciéndola perfecta para tácticas “golpea y huye”.

- Cruzado: perteneciente a la Fjord Baronies, el Cruzado es grande y está fuertemente armado, con dos armas pesadas al frente y dos ligeras a cada lado, permitiendo un amplio rango de ataque frontal. Cuenta con buena velocidad frontal, pero armadura y salud pobres.

Los siguientes barcos fueron añadidos después del lanzamiento de Alliance:  
- Stormbreaker: una aeronave específica de la Liga Arashi. Cuenta con una capacidad de aceleración extremadamente rápida y velocidad decente, junto con rápido giro. Su principal poder de fuego está concentrado a babor, con tres armas ligeras alineadas a lo largo de este lado y solo un arma pesada en el otro. Es ligera, pero cuenta con baja salud y armadura.

- Judgement: pertenece al Imperio Yesha. Es versátil y cuenta con una potente armadura, pero pobre velocidad vertical y de giro, además de poca salud. Su poder de fuego está concentrado hacia las partes frontal y trasera, con dos armas ligeras y una pesada delante y una pesada y otra ligera detrás.

## Recepción
Guns of Icarus Online recibió reseñas “ variadas o medias “, según Metacritic, donde recibió una nota media de 64 de 100 basada en 7 reseñas.